# Porongurup (rodzaj)
Porongurup – rodzaj chrząszczy z rodziny kusakowatych i podrodziny marnikowatych. Obejmuje trzy opisane gatunki.

## Morfologia
Chrząszcze o ciele długości od 1,6 do 2 mm i ubarwieniu żółtawym do rudobrązowego. Głowę zaopatrzoną mają w wąską bruzdę czołową i wyraźne dołeczki ciemieniowe. Jej zarys jest szerszy niż dłuższy, na wysokości oczu najszerszy, u samca trójkątny, u samicy bardziej zaokrąglony. Przedplecze posiada pośrodkowe dołki przednio-nasadowe oraz wewnętrzne i zewnętrzne dołki boczno-nasadowe. Szersze niż dłuższe, najszersze pośrodku przedpiersie wyposażone jest w boczne dołki środkowo-biodrowe i pośrodkowe dołki przedbiodrowe. Śródpiersie ma boczne dołki środkowo-biodrowe i dołki przedśrodkowo-biodrowe. Na zapiersiu znajdują się boczne dołki zapiersiowe i boczne dołki środkowo-biodrowe. Odwłok cechuje się długościami tergitu i sternitu czwartego segmentu około dwukrotnie większymi od długości tergitu i sternitu segmentu piątego. Genitalia samca odznaczają się zaokrągloną fallobazą, symetrycznymi paramerami o ponad pięciu szczecinkach wierzchołkowych oraz wąskim i na szczycie zaostrzonym płatem środkowym.

## Ekologia i występowanie
Owady endemiczne dla Australii, znane tylko z Australii Zachodniej. Zamieszkują lasy, zadrzewienia i zakrzewienia zdominowane przez eukaliptusy. Bytują w ściółce, pod korą, butwiejącymi kłodami, wśród mchów i grzybów. Osobniki dorosłe przylatują do sztucznych źródeł światła.

## Taksonomia
Rodzaj ten wprowadzili w 2019 roku Choi Su Ho, Donald S. Chandler i Park Jong Seok na łamach ZooKeys. Obejmuje on trzy opisane gatunki:
- Porongurup angulatus Choi, Chandler et Park, 2019
- Porongurup clarkei Choi, Chandler et Park, 2019
- Porongurup tenuis Choi, Chandler et Park, 2019